# 德贡谬迪港口镇区
德贡谬迪港口镇区，又译德贡新城港口镇区，简称德贡港镇区，是缅甸仰光省德贡谬迪县下辖的一个镇区。

## 历史沿革
2022年4月30日，德贡谬迪港口镇区划归德贡谬迪县管辖。